# Dušan David Pařízek

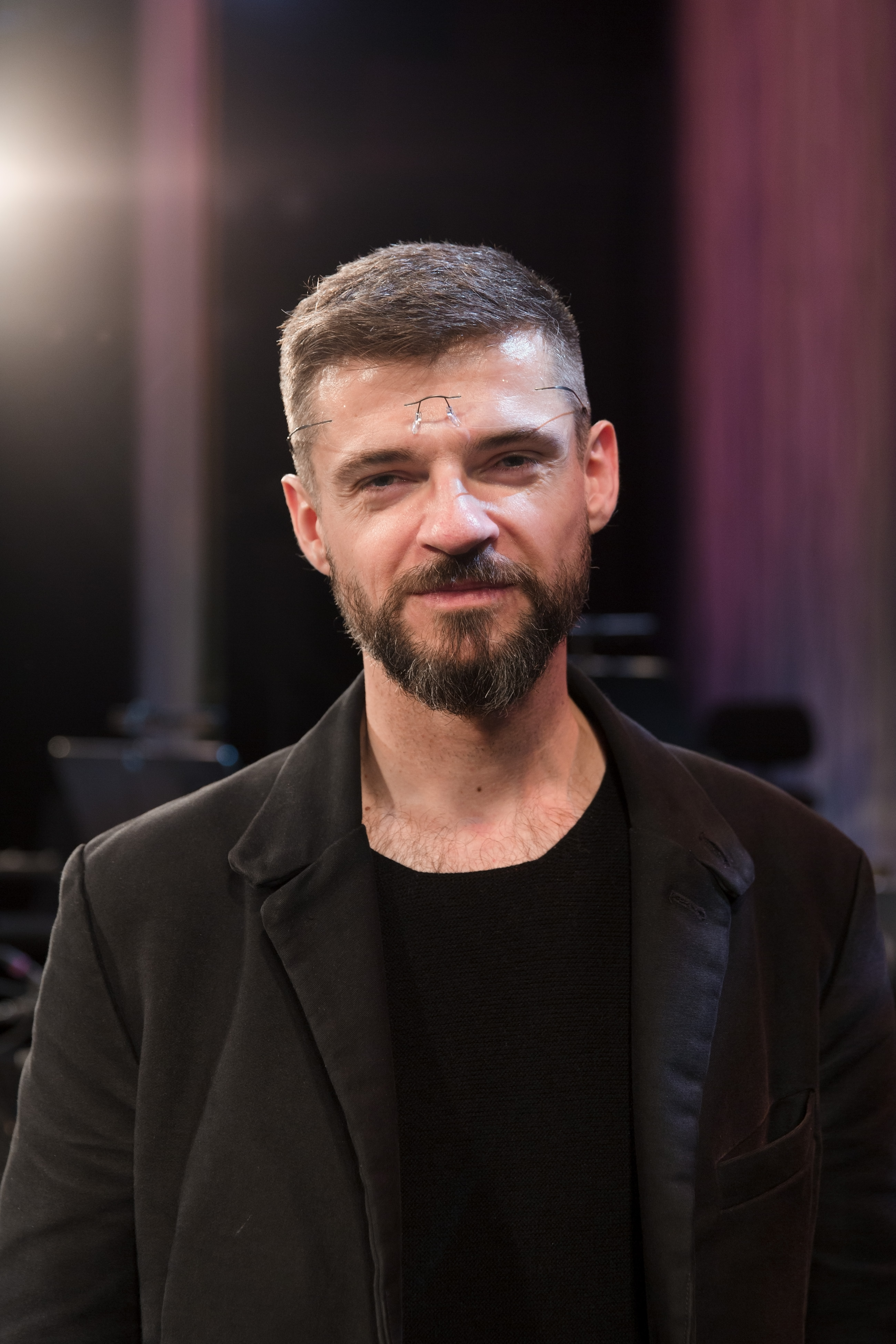
Dušan David Pařízek (2015)

Dušan David Pařízek (geb. 1971 in Brünn, Tschechoslowakei) ist ein tschechischer Theaterregisseur, -gründer und -leiter.

## Leben
Pařízek absolvierte ein Studium der Theaterwissenschaft mit dem Nebenfach Komparatistik an der Ludwig-Maximilians-Universität München, das er mit einer Magisterarbeit zum tschechischen Theater bei Günther Erken, dem Gründer des Dramaturgieausbildungsstudiengangs der Bayerischen Theaterakademie, abschloss. Anschließend studierte er Schauspiel und Regie an der Akademie für Darstellende Künste in Prag.
Nach Beendigung seiner Studien gründete er 1998 das Kammertheater Prag als Uraufführungstheater vor allem für tschechische Autoren, aber auch tschechischsprachige Uraufführungen deutscher und österreichischer Stücke.
Im deutschsprachigen Raum begann er ab 2002 vermehrt Regie zu führen, u. a. am Schauspiel Köln, am Deutschen Theater Berlin, am Deutschen Schauspielhaus in Hamburg, am Schauspielhaus Zürich, am Düsseldorfer Schauspielhaus, am Theater Bremen und am Schauspiel Hannover.
Seine Regiearbeiten Faust 1-3, das auch Elfriede Jelineks Sekundärdrama FaustIn and out beinhaltet, (Zürcher Schauspielhaus) erhielt 2012 Einladungen zu den Berliner Autorentheatertagen und 2013 zu den Mülheimer Theatertagen.
Seiner Regiearbeit Die lächerliche Finsternis (UA: 2014 am Akademietheater Wien) wurden diese Ehren 2014 ebenfalls zuteil. Von der Theaterzeitschrift Theater heute wurde diese Inszenierung 2015 als Inszenierung des Jahres ausgezeichnet.
Im Rahmen der Verleihung des Nestroy-Theaterpreises 2018 wurde er in der Kategorie Beste Regie für seine Inszenierung von Vor Sonnenaufgang von Ewald Palmetshofer nach Gerhart Hauptmann am Wiener Akademietheater ausgezeichnet.

## Regiearbeiten
- 2012: FaustIn and out, Sekundärdrama von Elfriede Jelinek, UA Schauspielhaus Zürich
- 2012: Wilhelm Tell, Schauspielhaus Zürich
- 2014: Die lächerliche Finsternis, Hörspiel von Wolfram Lotz, UA Akademietheater Wien